# Teologia moral
La teologia moral és el mandat i el compliment de la veu de la consciència en el cor de cada ésser humà, de la inspiració de la naturalesa i, en definitiva (per als creients), de la veu de Déu que és la Llei divina que fa que la relació entre les persones humanes sigui la millor (per als creients) "per assolir la glòria de Déu". És, dit d'una altra manera, la part de la Teologia que estudia les accions humanes d'acord amb la seva bondat o maldat, en la mesura que fa bé al món (com Gandhi o Mare Teresa de Calcuta o fa mal).
Aquest és sens dubte, un tema molt controvertit. Hi ha molts corrents d'interpretació on difícilment es troben punts comuns. El que si cal considerar és, que la societat no podria sobreviure en un entorn on cadascú fes el que troba correcte devant els seus propis ulls: Mentir o enganyar (o fer trampa), "acceptable mentre no siguis atrapat".
Sense fonament comú de veritats absolutes qualsevol cultura esdevindrà feble i fragmentada. La teologia moral pot tenir molts absolutismes. La cultura postmoderna pot ser una cultura fragmentada sinó reconeix les veritats absolutes, ni els valors morals absoluts. Un enteniment clar d'aquesta postura portaria a concloure que aquesta és la conseqüència de la depravació de les persones. Com al llibre dels Jutges capítol 21 verset 25 on lapidàriament es declara :"... cadascú feia el que bé li semblava ".